# Mondrainville
Mondrainville ist eine französische Gemeinde mit 584 Einwohnern (Stand: 1. Januar 2022) im Département Calvados in der Region Normandie. Sie gehört zum Arrondissement Caen und zum Kanton Évrecy. Die Einwohner werden als Mondrainvillais bezeichnet.

## Geografie
Mondrainville liegt etwa elf Kilometer westsüdwestlich von Caen am Fluss Odon, der die Gemeinde im Süden begrenzt. Umgeben wird Mondrainville von den Nachbargemeinden Thue et Mue mit Cheux im Norden, Mouen im Osten und Nordosten, Tourville-sur-Odon im Osten, Baron-sur-Odon im Südosten, Gavrus im Süden sowie Grainville-sur-Odon.
Durch die Gemeinde führt die Autoroute A84.

## Bevölkerungsentwicklung
| Jahr                             | 1793 | 1836 | 1876 | 1926 | 1946 | 1968 | 1990 | 2016 |
| Einwohner                        | 220  | 212  | 182  | 136  | 123  | 120  | 315  | 502  |
| Quelle: Cassini, EHESS und INSEE |      |      |      |      |      |      |      |      |

## Sehenswürdigkeiten
- Kirche Saint-Denis aus dem 13./14. Jahrhundert, Monument historique seit 1932[2]
- Kapelle des Herrenhauses Colleville

## Gemeindepartnerschaften
Mit der deutschen Gemeinde Retzstadt in Unterfranken (Bayern) besteht seit 1989 eine Gemeindepartnerschaft.